# アルフォンソ13世 (スペイン王)
アルフォンソ13世（スペイン語: Alfonso XIII、1886年5月17日 - 1941年2月28日）は、スペインの国王（在位：1886年5月17日 - 1931年4月14日）。

## 生涯

### 誕生

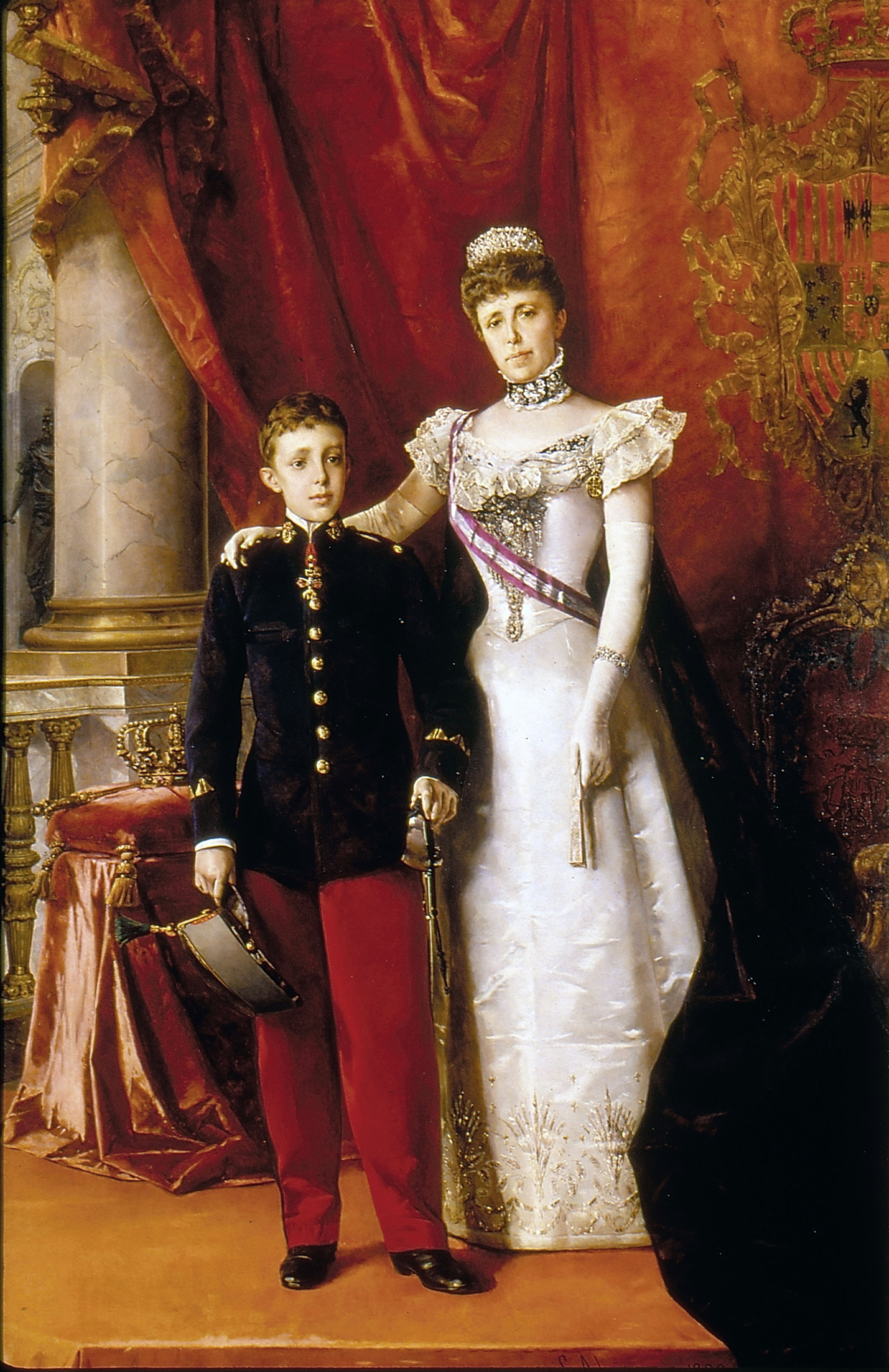
幼少期のアルフォンソ13世と摂政マリア・クリスティーナ王太后（ルイス・アルバレス・カターラ画）

1886年5月17日11時30分、父王アルフォンソ12世の唯一の男子として生まれた。父王はすでに死去していたため、出生と同時にスペイン国王となった。時の首相アントーニオ・カノバス・デル・カスティーリョは国王誕生の報を聞いて一人号泣したという。祝砲の数は男子なら21発、女子なら15発と前もってマドリード市民にお触れが出されており、16発目の祝砲を聞いた瞬間にマドリード市民は歓喜して国王の誕生を祝った。
幼君だったため母マリア・クリスティーナ王太后が摂政を務めた。生まれながらの国王アルフォンソ13世は、王族時代に外国留学していた父アルフォンソ12世のように国外で学ぶわけにはいかず、スペイン国内で高位軍人や貴族、高位聖職者からなる教授陣から帝王学を授けられた。教育の結果アルフォンソ13世はドイツ語、フランス語、英語、イタリア語を習得した。
16歳となった1902年から親政を開始した。閉鎖的・伝統主義的な環境の王宮で教育を受けたにもかかわらず、アルフォンソ13世は自由主義的な精神を持つに至った。
アルフォンソ13世は外国を頻繁に訪れており、1905年にイギリス旅行に出かけた際にイギリス女王ヴィクトリアの孫娘であるバッテンバーグ家のヴィクトリア・ユージェニーと出逢う。

### 成婚

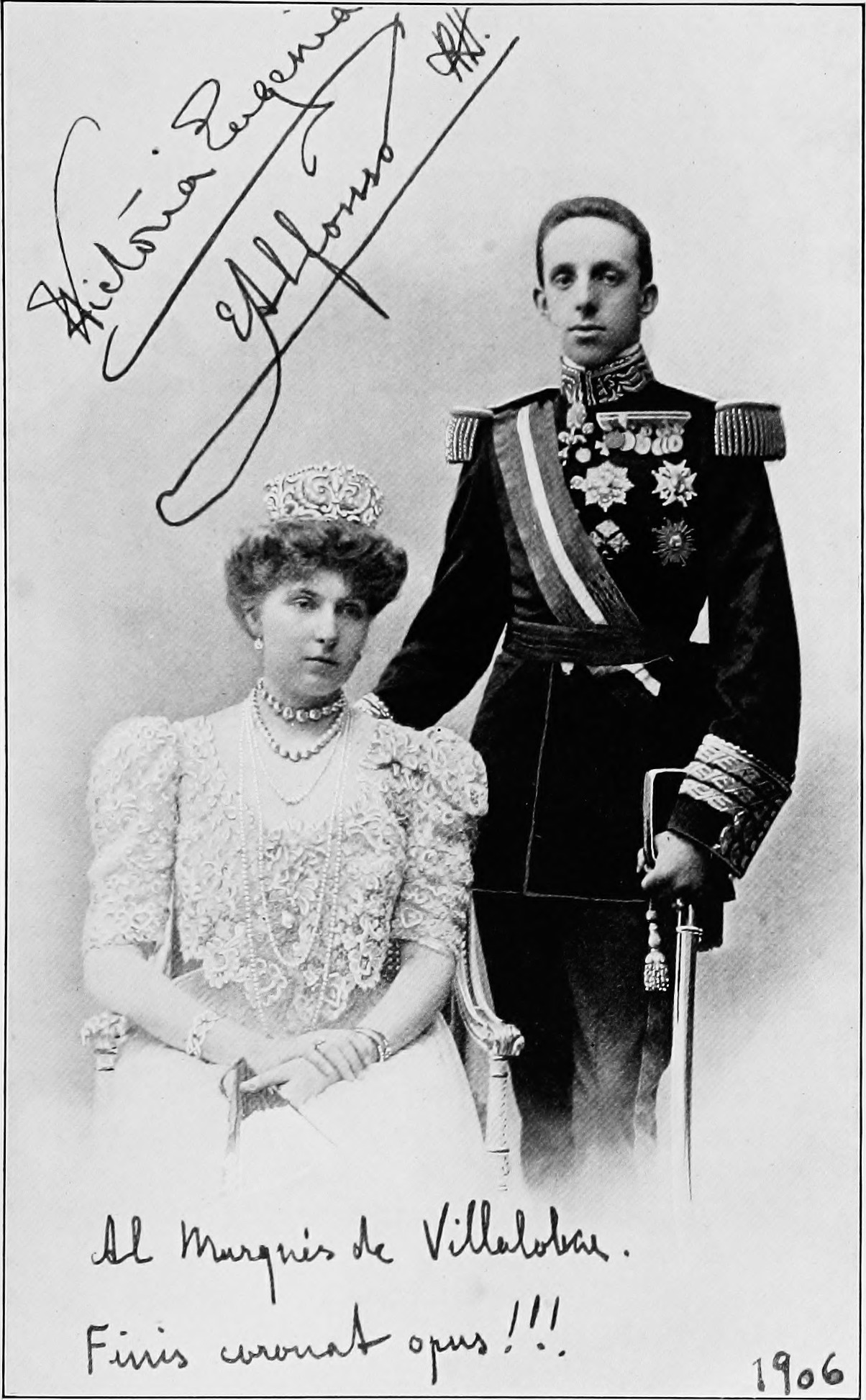
アルフォンソ13世と王妃ビクトリア・エウヘニア。（1911年）

1906年、ヴィクトリア・ユージェニー（スペイン名ビクトリア・エウヘニア）と結婚し、5月31日に婚儀を挙げた。ビクトリア・エウヘニアはバッテンベルク公ハインリヒ・モーリッツの娘で、イギリス国王ジョージ5世の従妹でもあった。この婚儀が公表されると、イギリスとスペインの両国で議論が沸騰した。公表と同時にビクトリア・エウヘニアは聖公会(イングランド国教会)からカトリックへ改宗したが、これをイギリス国内の強硬派は「カトリック教会何するものぞ」と批判した。ビクトリア・エウヘニアの実家には「プリンス」（Prinz）の称号があり、そこで議論は政府レベルに持ち上げられたが、称号は形だけで、彼女は公金の受領者ではなかったため、この議論は収拾した。一方、スペインではカトリック教徒の多くがビクトリア・エウヘニアを攻撃した。改宗とは結婚のための方便であり、カトリックを本当に信仰しての行為か怪しいもの、というのが主たる理由であった。
婚儀が終了し、ロイヤル・カップルが無蓋の馬車で大聖堂からパレードに移ったときも、マドリードにはこの空気が張り詰めていた。厳重な警備にもかかわらず、沿道の人垣から1人の男が飛び出し、易々とロイヤル・カップルの馬車に近づいて1発の爆弾を投じた。それは馬車には命中せず路上で爆発し、現場はパニックに陥った。警護の兵士と観衆31人が命を落としたが、新婚のアルフォンソ13世とビクトリア・エウヘニアは無事だった。犯人は逮捕される前に自殺して果てた。当初宗教問題が犯行の動機と考えられたが、調査の結果、犯人はマテオ・モラレス（通称モラール）という無政府主義者とわかった。翌日、ビクトリア・エウヘニアは当初の日程の通りに闘牛見物を続行することで自らの勇気を証明し、スペイン民衆の中での立場を強化した。観客は総立ちでこれを歓呼した。

### 第一次世界大戦
第一次世界大戦が勃発すると、母后がオーストリア帝室、王妃がイギリス王室に繋がるアルフォンソ13世は中立政策をとった。「絶対中立」を宣言したスペインは、軍需産業が繁栄して「16世紀以来の大型景気」となった。異例の貿易黒字を記録したが、この恩恵を受けたのはブルジョワジーばかりであり、インフレーションや日用品の物価高騰によって一般市民の暮らしは悪化の一途を辿った。

### 亡命
アルフォンソ13世はしばしば社会改革の努力を行うものの、途絶えることのないテロの中で政府高官は次々に暗殺され、統治の形態はますます旧来の抑圧へ傾斜を深めた。また、社会不安に混沌とする国内を鎮めるため、イタリアに倣い、1923年にはプリモ・デ・リベーラ将軍を登用し、権威主義体制による王権維持を目指した。プリモ・デ・リベーラ失脚後の1931年4月12日に行われた自治体選挙の結果、帝政派578人対し共和派が974人の当選を果たして圧勝。同年4月14日に退位が伝えられると、マドリード市民は窓から国王の肖像画やブルボン王家の紋章を投げ捨て広場で火にくべた。
ここに及びアルフォンソ13世は、亡命することを決断。マルセイユを経由して、同年4月16日、列車でパリに到着した。パリの駅では多くの帝政支持者が出迎え、市内に確保されたホテルに入った。
後に亡命先のローマで死の直前に退位し、名目上の王位を四男のフアンに譲ったが、スペインが王政復古したのはアルフォンソ13世の亡命から44年後の1975年であり、フアンの息子フアン・カルロスが王位に就いた。

## 子女

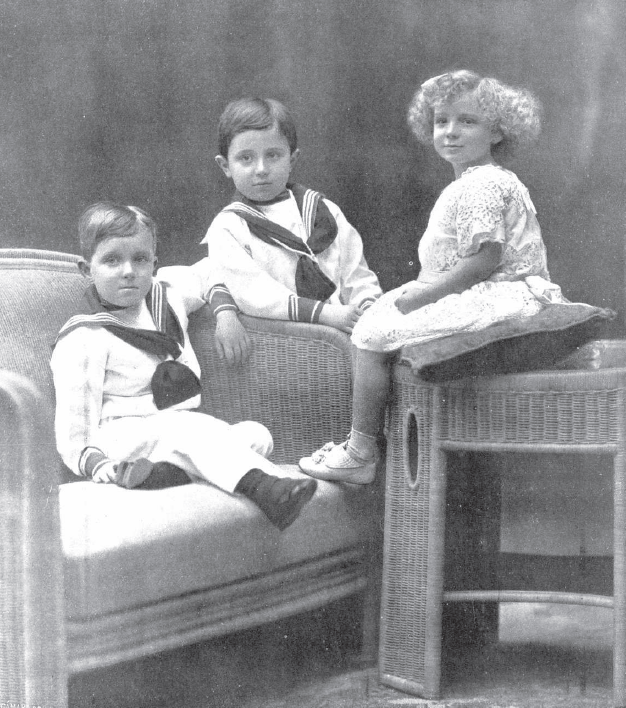
アルフォンソ13世の子供たち。左から順にアルフォンソ、ハイメ、ベアトリス。

王妃ビクトリア・エウヘニアとの間に5男2女（3男フェルナンドは死産）を儲けたが、長男アルフォンソと末息子ゴンサーロが血友病に冒された。
1. アルフォンソ（1907–1938） - アストゥリアス公
2. ハイメ（1908–1975） - セゴビア公爵
3. ベアトリス（1909–2002）
4. フェルナンド（1910）
5. マリア・クリスティーナ（1911–1996）
6. フアン（1913–1993） - バルセロナ伯爵、死後に「スペイン王フアン3世」と追号
7. ゴンサーロ（1914–1934）

アルフォンソ13世の趣味には、自動車の運転、乗馬、狩猟などに加えて、ポルノ映画の鑑賞とセックスがあった。好色な君主だった彼は多くの愛人を抱えていた。
女優カルメン・ルイス・モラガスとの間に、2人の私生児を儲けている。彼らは王室の称号や敬称を持たないが、王統に連なる者として「ボルボン（＝ブルボン）」の姓を使用することを2003年5月に裁判所によって認められた。
1. マリア・テレサ・デ・ボルボン（1925–1965）
2. レアンドロ・デ・ボルボン（スペイン語版）（1929–2016）

この他にも何人かアルフォンソ13世の私生児とされる者がいる。

## 逸話
- 若いころにフリーメイソンに加入した[9]。
- 一部のフランス正統王党派(レジティミスト)からはフランス王アルフォンス1世(フランス語: AlphonseⅠ)とされていた。
- 最後のオーストリア皇帝カール1世は2度の復位運動に失敗した後にスペイン南西方にあるマデイラ島（ポルトガル領）に流され、困窮のあげくに崩御した。カール1世が死んだ夜、どういうわけか「カール1世の妻子たちの面倒を見なくては」という義務感に突如として憑りつかれたという[10]。そのためアルフォンソは未亡人となった皇后ツィタや皇太子オットーらカールの遺族をスペイン国内に招き、宮殿を与えて手厚く庇護した。
- 1921年3月3日から9月3日までの間に、パリで、日本の皇太子（のちの昭和天皇）と昼食会を共にした（皇太子が御馳走になった）ことがある。このエピソードは長く不明となっていたがアルフォンソ13世の孫のフアン・カルロス1世が1980年に来日した際に、昭和天皇自身が「（皇太子時代の欧州訪問中に）私はあなたのおじいさんにごちそうになったことがあります」と明かしたことをきっかけに詳細が明らかとなり、スペインと日本の関係の緊密化に寄与した[11]。